# Shirasu
Lo shirasu (/シラス?) è il vocabolo usato per designare il novellame della sardina e dell'acciuga in Giappone.

## Descrizione
Questi pesci azzurri (soprattutto acciuga giapponese), molto apprezzati, sono pescati secondo la tecnica della pesca alla sciabica nel Mar del Giappone. 

In origine, questo tipo di pesca era una tradizione della baia di Suruga sull'oceano Pacifico (Prefettura di Shizuoka), dove c'è, ancora oggi, un'importante industria alieutica.

Lo shirasu può essere consumato crudo, bollito o secco. Diverse ricette lo preparano in sushi, in insalata, in minestrone o in decorazione sulla pizza.

In Asia, lo chiamano anche, il "pesce riso" perché la dimensione ed il colore (quando è bollito) lo fanno somigliare ad un grano di riso.

Lo shirasu è ricco di calcio, di vitamina D e di proteine.

## Galleria d'immagini

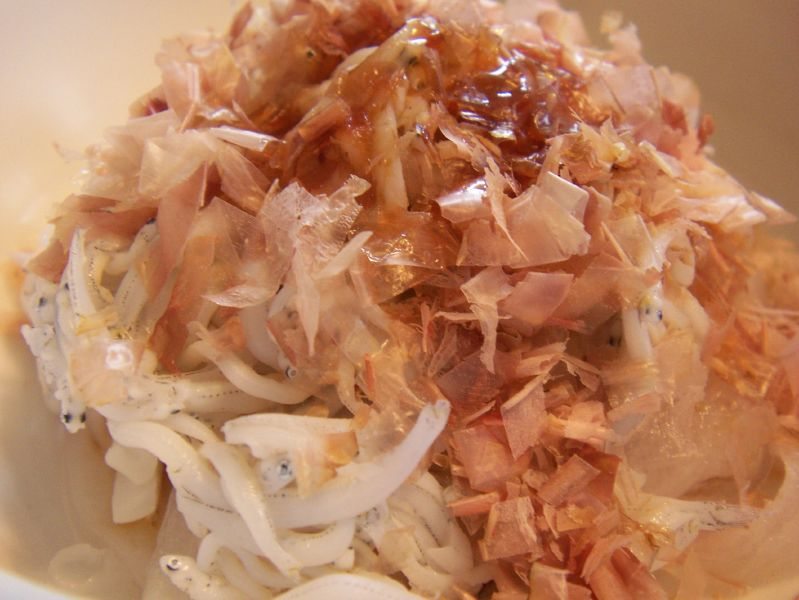
Insalata di shirasu bollito con fette di cipolla fresca
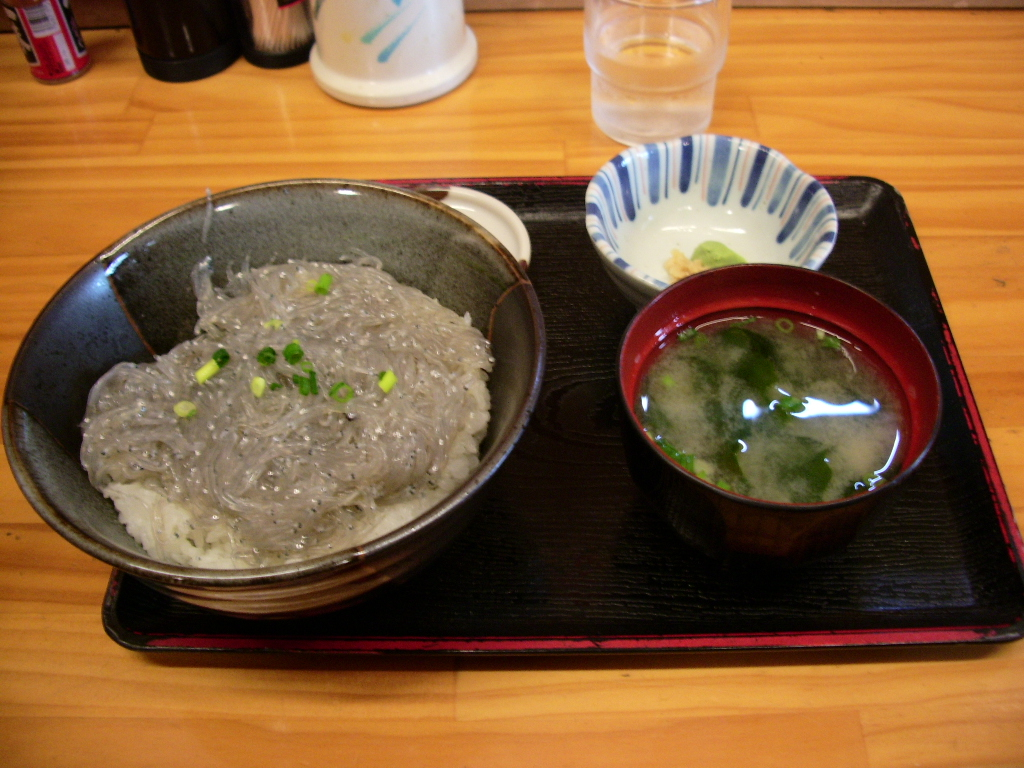
Lo shirazu-don
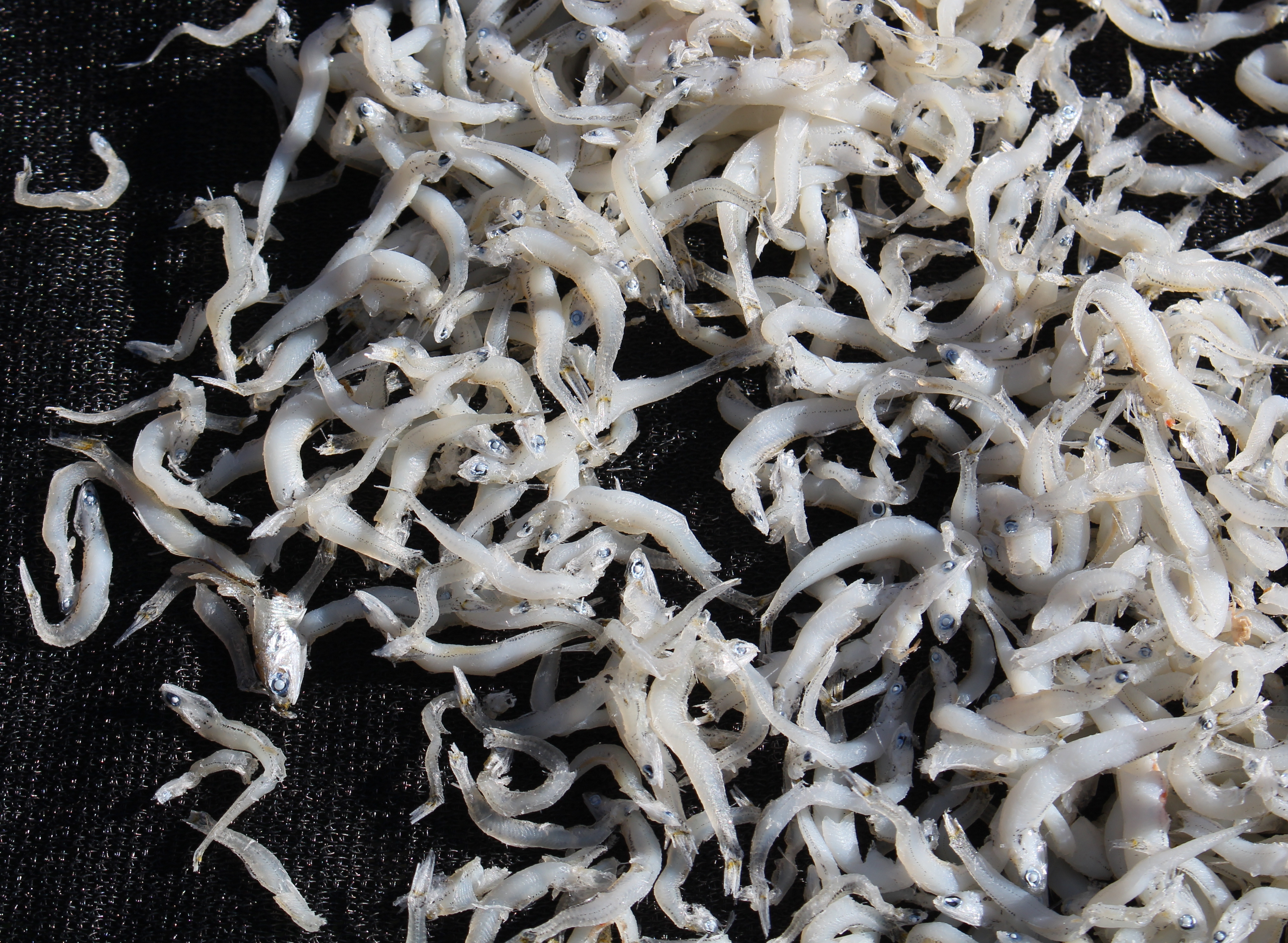
Shirasu bollito e seccato sulla rete